# Thalaina chionoptila
Thalaina chionoptila är en fjärilsart som beskrevs av Turner 1947. Thalaina chionoptila ingår i släktet Thalaina och familjen mätare. Inga underarter finns listade i Catalogue of Life.